# 石油局明园住宅楼群
石油局明园住宅楼群是中华人民共和国新疆维吾尔自治区乌鲁木齐市沙依巴克区明园院内修建于二十世纪50年代的住宅楼群。最初是苏联援华的石油地质专家的住宅，后为中国石油职工的家属区。2004年3月被列为乌鲁木齐市文物保护单位。

## 历史
明园最早是清代乌鲁木齐都统明亮修建的明慧园。明慧园荒废后，在清末时期成为了因桃树而闻名的石家园子。不过到了盛世才主政新疆时期，此地又成为盛世才岳父邱宗浚的府邸所在地。邱宗浚将此地命名为明园。当盛世才离开新疆，邱宗浚亦随之离开。离开前邱宗浚将明园毁坏。1950年，中华人民共和国和苏联签订了《中苏友好同盟条约》。在经历过多次商讨后，两国合营的中苏石油股份公司第一次股东大会在迪化召开，中苏石油股份公司于1950年10月在新疆省迪化市成立，总经理部临时设在独山子。大批援华的苏联专家和技术工人前往独山子，开始勘查石油的工作。1953年，中苏石油股份公司总经理部迁往迪化市明园。
在二十世纪50年代，迪化盛行苏式风格建筑。1952年，石油局明园住宅楼1号楼、2号楼和3号楼修建了起来。这几栋苏式风格的楼最初是苏联专家的住房，于是人们习惯称这几栋楼为“专家楼”。当时大多的石油职工还居住在平房之中，明园住宅楼1号楼、2号楼和3号楼条件较好，不仅房间宽敞明亮，卫生间有水，还配有大阳台，并铺设有木楼梯和木地板。几年后在这3栋楼的周边又修建起了7栋建筑风格相仿的建筑，即明园住宅楼4到10号楼。到了二十世纪60年代中苏交恶之时，苏联专家被撤走。文化大革命期间，1号楼、2号楼和3号楼的每套房被分配给了3户职工。此后，明园的住宅楼主要成为了石油职工的家属区。2004年11月，明园住宅楼1号楼、2号楼和3号楼以“石油局明园住宅楼群”的名称被列为第四批乌鲁木齐市文物保护单位。

## 现状
石油局明园住宅楼群位于中华人民共和国新疆维吾尔自治区乌鲁木齐市沙依巴克区友好南路2号的明园院内。其中1号楼到3号楼为乌鲁木齐市文物保护单位，4号楼到10号楼为乌鲁木齐市不可移动文物。住宅楼群的每栋楼设计风格几乎一致，均为人字屋架的砖木结构两层房屋，均为铁皮屋顶。楼群均设有通风窗、木桃檐，在通风窗、木桃檐和房屋两端有花式。楼道内楼梯为实木楼梯，拐角处则开3米高的窗，使得楼道采光较好。每栋建筑两侧有突出阳台，每栋有三个单元，单元门均在突出部分，与之相对的背面也为突出部分。这两面两端有花纹，花纹部分与突出部分之间每层各有一扇窗户，而突出部分之间每层有四扇窗，其中上下两层中间两扇有阳台。居民因居住需要对内外墙面进行过改动和装修，门窗亦有所改动。但没有改变楼群的主体建筑结构，苏式风格明显。

## 图片
| - 明园住宅楼群1号楼（侧面与单元门面） - 明园住宅楼群2号楼（背面） - 明园住宅楼群3号楼（单元门面） - 明园住宅楼群4号楼（单元门面） - 明园住宅楼群6号楼（侧面与单元门面） - 明园住宅楼群1-3号楼是乌鲁木齐市文物保护单位 - 石油局明园住宅楼群4号楼是乌鲁木齐市不可移动文物 |